# Nの家族

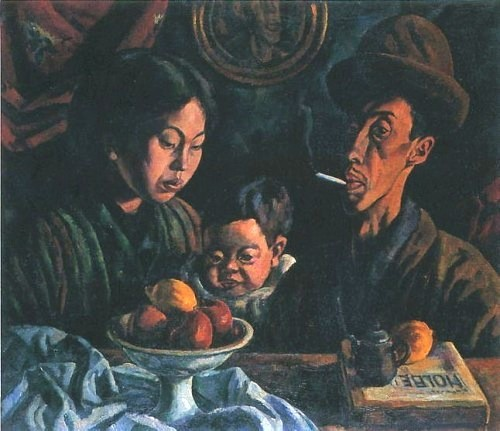
Nの家族

Nの家族（Nのかぞく）は、小出楢重が1919年に発表した絵画作品。大原美術館蔵。
小説家広津和郎の勧めにより第6回二科展に出展され、新人賞にあたる樗牛賞に選ばれた。2003年に国の重要文化財に指定されている。
Nとは「楢重」のことで、自らと妻子を描いている。人物の手前には布や果物、ドイツの画家ハンス・ホルバインの画集が配置かれている。